# Admira António
Admira António foi a primeira mulher a pilotar aviões comerciais em Moçambique, para as Linhas Aéreas de Moçambique (LAM).

## Carreira
Admira António iniciou a sua carreira com um curso na Moçambique Expresso (MEX) em 2013, e continuou voando sempre a aeronave Embraer 145.